# Rối loạn dạng cơ thể
Rối loạn dạng cơ thể là các rối loạn thể hiện bằng các triệu chứng thể chất của cơ thể con người và bắt nguồn từ yếu tố tâm lý, nhất là cảm xúc, xúc cảm, tình cảm. Những yêu cầu được khám chữa bệnh dai dẳng dù rằng các kết luận y khoa đều âm tính và không phát hiện bất kỳ tổn thương thực thể nào. Đây là một nhóm bệnh lý có đặc tính chung là các rối loạn tâm thần, thể hiện bằng các triệu chứng cơ thể.

## Đặc điểm
Bệnh nhân luôn bận tâm, lo lắng và đau khổ vì các triệu chứng cơ thể của mình dù thầy thuốc đã giải thích về nguyên nhân tâm lý của người bệnh. Họ luôn cho rằng đây là một bệnh cơ thể thực thụ cần phải khám và điều trị tỉ mỉ, vì vậy mà người bệnh thường đi khám và điều trị bằng thuốc đồng thời điều đó gây ảnh hưởng đến hoạt động xã hội và nghề nghiệp của bệnh nhân trong nhiều năm. Bệnh nhân có thể có các biểu hiện đau ở các vị trí khác nhau như: đau đầu, đau bụng, đau ngực, đau lưng, đau khớp... và một số rối loạn chức năng như rối loạn kinh nguyệt, giảm ham muốn tình dục. Các rối loạn trên thường kéo dài ít nhất 2 năm mà không tìm thấy bất cứ một giải thích thỏa đáng nào về mặt cơ thể. Trong chẩn đoán, rối loạn dạng cơ thể cần chẩn đoán phân biệt với rối loạn lo âu, rối loạn trầm cảm, rối loạn thần kinh tim, giả bệnh và tâm thần phân liệt. Cũng có thể rối loạn lo âu, rối loạn trầm cảm là các tổn thương phối hợp với rối loạn dạng cơ thể. Chính vì thế, chẩn đoán rối loạn dạng cơ thể là một việc đòi hỏi sự tỉ mỉ và khai thác bệnh sử, triệu chứng một cách thận trọng.

## Biểu hiện
Rối loạn dạng cơ thể bao gồm:
- Rối loạn cơ thể hoá: Bệnh nhân có biểu hiện than phiền với rất nhiều triệu chứng như đau đầu, đau lưng, đau cổ, tiêu chảy, táo bón, khó nuốt, buồn nôn, kinh nguyệt không đều. Bệnh nhân được làm rất nhiều xét nghiệm nhưng kết quả bình thường và được các bác sĩ kết luận là không có vấn đề thực thể.
- Rối loạn chuyển dạng: Bệnh nhân có thể có các cơn co giật với đặc tính là các cơn co giật lộn xộn, bệnh nhân vẫn tỉnh táo trong cơn. Cơn càng nặng nếu có nhiều người chú ý và cơn không bao giờ xuất hiện trong khi ngủ. Một vài bệnh nhân có biểu hiện mù nhưng đặc biệt là không bị vấp ngả khi di chuyển, bệnh nhân có thể bị liệt nhưng lại không teo cơ, phản xạ gân xương bình thường.
- Rối loạn nghi bệnh: Bệnh nhân thường khai báo là mình đang mắc phải một bệnh nan y cần phải được điều trị và không tin tưởng vào kết luận của bác sĩ.
- Rối loạn đau: Bệnh nhân đau rất nhiều mặc dù không tìm thấy tổn thương thực thể. Đau thường không đáp ứng với thuốc giảm đau.
- Rối loạn sợ biến dạng cơ thể: Bệnh nhân thường bận tâm quá đáng vào các khuyết điểm của cơ thể do tưởng tượng hoặc do một khiếm khuyết nhỏ, đặc biệt là ở mặt.

## Nguyên nhân
- Các yếu tố tâm lý trong cuộc sống hằng ngày: Yếu tố tâm lý được xem là nguyên nhân gây nên các triệu chứng cơ thể mặc dù việc phát hiện các yếu tố tâm lý không phải là điều dễ dàng và bệnh nhân không phải lúc nào cũng chấp nhận nguyên nhân gây bệnh như căng thẳng, lo lắng, sợ hãi, buồn phiền[2]. Trong cuộc sống hiện đại, con người phải chịu rất nhiều áp lực từ cuộc sống. Những ảnh hưởng về tâm lý như lo âu, stress, trầm cảm… sẽ tạo ra nhiều bệnh lý khác nhau như các triệu chứng: suy nhược, hoa mắt, nhức đầu, đau lưng, hồi hộp, buồn nôn, chóng mặt, đau khớp, nặng đầu, đau bụng. Tỷ lệ mới mắc trong vòng 1 năm ở người lớn là 12% thường gặp ở nữ, chiếm tỷ lệ cao ở các cơ sở chăm sóc sức khỏe ban đầu (30%) và ở các cơ sở chuyên khoa (20%).
- Rối loạn dạng cơ thể và tuổi vị thành niên: Rối loạn này thường xuất hiện nhiều ở tuổi dậy thì, khi các em có những biến chuyển lớn về thể chất và tâm lý. Những bệnh nhân có rối loạn dạng cơ thể thường có vấn đề phức tạp, liên quan đến sự sợ hãi xa cách của tuổi ấu thơ.[2]

## Đối tượng
Trong dân số chung, cứ khoảng 1.000–5.000 người thì sẽ có một người có thể mắc "rối loạn dạng cơ thể", còn khi tiến hành điều tra ở các bệnh nhân đa khoa thì người ta thấy cứ mỗi 100 bệnh nhân thì có 5–10 người có thể mắc bệnh này. Trước đây người ta cho rằng chỉ có phụ nữ mới mắc bệnh "giả vờ" nhưng hiện nay nam giới cũng than phiền mình dễ gặp các triệu chứng cơ thể ở nhiều hệ thống cơ quan chức năng (như tiêu hóa, tim mạch, tiết niệu) nhưng sau khi khám và thực hiện các xét nghiệm cần thiết thì không phát hiện ra nguồn gốc thực thể của các triệu chứng này. Tuy nhiên, phụ nữ vẫn dễ mắc bệnh gấp 5 lần so với nam giới. Bệnh thường khởi phát trước 30 tuổi.

## Một số cách điều trị
- Liệu pháp tâm lý: Việc điều trị rối loạn dạng cơ thể thường ưu tiên với các liệu pháp tâm lý. Ngoài ra, việc điều trị hóa dược với các nhóm thuốc giải lo âu cũng có tác dụng rõ rệt. Với tình trạng bệnh lý trên, liệu pháp tâm lý nhận thức, thư giãn, âm nhạc, các kỹ thuật thân chủ trọng tâm nhằm phóng chiếu các cảm xúc bất lợi, giúp thân chủ nhận thức rõ hơn tình trạng bệnh lý của mình một cách rõ ràng. Có các bài tập phù hợp để bệnh nhân thay đổi hành vi, tự vượt qua tình trạng stress và những khó khăn tâm lý của bản thân.[3]
- Luyện thở và thiền: Những bài tập này giúp thả lỏng cơ thể, giải tỏa mọi căng thẳng, giúp dễ thư giãn hơn trong lúc luyện thở.